# Lerista kalumburu
Lerista kalumburu este o specie de șopârle din genul Lerista, familia Scincidae, descrisă de Storr 1976. Conform Catalogue of Life specia Lerista kalumburu nu are subspecii cunoscute.